# Université d'Ibaraki
L'Université d'Ibaraki (茨城大学, Ibaraki Daigaku, couramment abrégée en Ibadai, 茨大) est une université nationale japonaise, située à Mito dans la préfecture d'Ibaraki.

## Composantes
L'université est structurée en facultés de 1er cycle (学部, gakubu), qui ont la charge des étudiants de 1er cycle universitaire, et en facultés de cycles supérieurs (研究科, kenkyūka), qui ont la charge des étudiants de 2e et 3e cycle universitaire.

### Facultés de1ercycle
L'université compte 5 facultés de 1er cycle (学部, gakubu).
- Faculté de sciences humaines
- Faculté d'éducation
- Faculté de sciences
- Faculté d'ingénierie
- Faculté d'agriculture

### Facultés de cycles supérieur
L'université compte 4 facultés de cycles supérieurs (研究科, kenkyūka).
- Faculté de sciences humaines
- Faculté d'éducation
- Faculté de sciences et d'ingénierie
- Faculté d'agriculture